# افسانه شکارچیان گرگ
افسانه شکارچیان گرگ فیلمی به کارگردانی، نویسندگی و تهیه‌کنندگی مهدی نادری محصول سال ۱۳۹۴ است.

## بازیگران
- ذبیح افشار
- میسا مولوی
- مهدی نادری
- یاسر خاسب